# Monosalpinx guillaumetii
Monosalpinx guillaumetii är en måreväxtart som beskrevs av Nicolas Hallé. Monosalpinx guillaumetii ingår i släktet Monosalpinx och familjen måreväxter. Inga underarter finns listade i Catalogue of Life.